# Kaserne „Stanislav Baja Kraljević“
Koordinaten: 43° 18′ 10″ N, 17° 48′ 30″ O
Die Kaserne „Stanislav Baja Kraljević“ (kroatisch Vojarna bzw. bosnisch Kasarna „Stanislav Baja Kraljević“) ist eine Kaserne der Bosnisch-Herzegowinischen Streitkräfte in Mostar-Rodoč. Die Kaserne liegt auf dem Gebiet der Föderation Bosnien und Herzegowina und ist der Stationierungsort des 1. Infanterie-(Garde-)Regiments der bosnisch-herzegowinischen Streitkräfte (1. pješačka (gardijska) pukovnija OS BiH), des Traditionsregiments des Kroatischen Verteidigungsrates (HVO).

## Geschichte
Die Kaserne war eine Militärbasis der Jugoslawischen Volksarmee (JNA), mit Kasernen, einer Landebahn bzw. Hubschrauberlandeplätzen, einer Reihe von großen Hangars und weiteren Einrichtungen. Sie wurde daher Kaserne „Heliodrom“ (Hubschrauberflughafen) genannt.
Während des Bosnienkrieges wurde die Kaserne im Juni 1992 bei der Operation „Lipanjske zore“ (Operation Juni-Morgendämmerung) von Truppen des Kroatischen Verteidigungsrats (HVO) erobert. Bei der Erstürmung fiel am 11. Juni 1992 Stanislav Kraljević (* 13. November 1970 in Široki Brijeg), genannt Baja, als Angehöriger des Kažnjenička bojna. Auf dem Gelände steht ein Denkmal zu Ehren des Namensgebers sowie des ebenfalls gefallenen Mijo Babić (1968–1991). Alljährlich am 11. Juni finden Gedenkveranstaltungen und Kranzniederlegungen am Denkmal statt, die an die Eroberung der Kaserne und die erfolgreiche Militäroperation erinnern.
Von September 1992 bis April 1994 betrieb der Kroatischen Verteidigungsrat (HVO) auf dem Kasernengelände das Lager Heliodrom, dass vor allem der Internierung von Bosniaken und Serben diente.

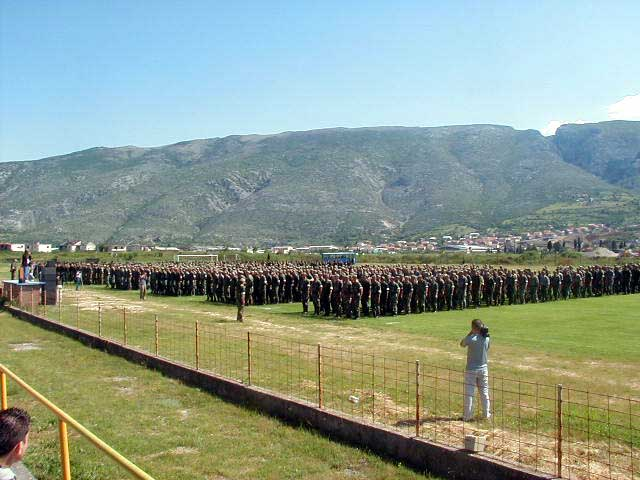
Militärparade kroatischer Truppen auf dem Kasernengelände (2001).

Während und nach dem Bosnienkrieg diente die Kaserne zunächst der 1993 gegründeten 2. Garde-Brigade HVO (2. gardijska brigada HVO), welche später zu den kroatischen Truppen der 1995 gegründeten Armee der Föderation Bosnien und Herzegowina gehörte und 2005 aufgelöst wurde.

Ärmelabzeichen des 1. Infanterie-(Garde-)Regiments OS BiH

Seit 2006 dient die Kaserne dem nachfolgenden 1. Infanterie-(Garde-)Regiments der neugegründeten bosnisch-Herzegowinischen Streitkräfte (1. pješačka (gardijska) pukovnija OS BiH). Aufgabe des in der Tradition des Kroatischen Verteidigungsrates (HVO) stehenden Regiments ist auch die Erforschung und Dokumentation der Geschichte der Militäreinheiten der Kroaten in Bosnien und Herzegowina. Das Regiment arbeitet mit Veteranenverbänden und zivilen Institutionen zusammen, gibt Veröffentlichungen heraus, bewahrt das kulturelle und historische Erbe, die Traditionen und die Bräuche der Kroaten. Dabei soll es Kenntnisse über die historischen Sitten, die Kultur und das Verhalten der Regimentsmitglieder vermitteln, Regimentsmilitärvereine leiten und ein Regimentsmuseum betreiben. Dementsprechend soll die Kaserne der Hauptstandort eines Museums des 1. Infanterie-(Garde-)Regiments werden. Derzeit sind große Teile der Kaserne an die Universität Mostar abgetreten.